# Televisão da Guiné-Bissau
Televisão da Guiné-Bissau (kurz TGB) ist der öffentlich-rechtliche Fernsehsender von Guinea-Bissau.
Der Sender wurde 1987 nach der Unterzeichnung eines Vertrags zwischen den Regierungen von Portugal und Guinea-Bissau gegründet, der die Gründung eines Fernsehkanals für alle Standorte des Landes vorsah. Er sendete seither jedoch immer nur phasenweise und mit Unterbrechungen. Auch erstreckt sich seine Reichweite bis heute nicht auf das gesamte Staatsgebiet. 
So nahm der zwischenzeitlich ausgesetzte Fernsehsender 2010 erst nach technischer Zusammenarbeit und finanzieller Unterstützung durch Angola seinen Betrieb notdürftig wieder auf. Die analogen Geräte stammten aus dem Jahr 1988, so dass der Sender nicht einmal in der Lage war, die kostenlos zur Verfügung gestellten Programme anderer portugiesischsprachiger Sender zu senden, da diese in digitaler Form geliefert werden. Die finanziellen Probleme resultieren zum einen aus den mangelnden staatlichen Zuwendungen, die zu dringenderen öffentlichen Aufgaben benötigt werden,  und zum anderen aus den sehr dürftigen Werbeeinnahmen, die nur einen sehr kleinen Bruchteil der notwendigsten Produktionskosten decken.
2013 startete die TGB eine neue Internetseite, um dort ihr Programm anbieten zu können, und auch die ausgewanderten Landsleute zu erreichen. Zudem erhofft sich der Sender durch Zusammenarbeit mit Mediengruppen befreundeter Nationen Hilfe, um seinen Betrieb wieder aufnehmen zu können. Die Erwartung, auf diesem Wege bis Anfang 2014 wieder senden zu können, ging bisher nicht in Erfüllung, und auch die Internetseite musste wieder ausgesetzt werden.